# 大虫宗岑
大虫 宗岑（だいちゅう そうしん、1512年（永正9年）- 1599年6月26日（慶長4年5月4日））は、戦国時代から安土桃山時代の臨済宗の僧。

## 生涯
江南殊栄の法統を受け継ぎ、下総国大竜寺の住持となる。後に常陸国小田の巣月院を経て会津の興徳寺、鹿島の根本寺などの住持を務め、北関東の多数の五山派の寺院を妙心寺派に帰属させた。同じ臨済宗の僧であった虎哉宗乙と並び「天下の二甘露門」と称され双璧を成した。